# Malmö Allmänna Idrottsförening
Malmö Allmänna Idrottsförening, MAI, är en friidrottsförening i Malmö och Sveriges framgångsrikaste klubb genom tiderna sett till antal SM-guld. 2017 blev MAI årets friidrottsförening enligt Svenska friidrottsförbundet då föreningen var den föreningen som tog flest medaljer och topp 6 placering sammantaget på alla svenska ungdoms-, junior- och seniormästerskap 2017. 
MAI har en omfattande ungdomsverksamhet i Malmö och representeras årligen av ett flertal friidrottare i landslagsklass.  
MAI är en stor arrangör av flera motionslopp och arenatävlingar som Malmöloppet, Midnattsloppet, Vårruset, Stafesten, Broloppet, Malmö Games och Malmö Indoor Challenge.

## Meriter
Världsrekord på stafettlöpning 4 x 1500 meter 1945 (med Gösta Jacobsson, Sven Stridsberg, Lennart Strand och Gunder Hägg).

## Kända MAI-profiler
- Niklas Eriksson
- Sven Nylander
- Patrik Lövgren
- Jimisola Laursen
- Linus Thörnblad
- Mattias Sunneborn
- Jimmy Nordin
- Daniela Lincoln-Saavedra
- Ricky Bruch
- Jesper Fritz
- Lennart Strandberg
- Gunder Hägg
- Philip Nossmy
- Axel Härstedt
- Ida Storm
- Austin Hamilton
- Nikki Anderberg